# Javelin Pagnon
Claude Marie Javelin Pagnon (1813-1874) est un écrivain chansonnier stéphanois, auteur de farces littéraires.

## Biographie
Javelin Pagnon est le fils ainé de Antoine Pagnon, avoué et juge suppléant au tribunal de Saint Étienne et de Marie-Anne Javelle, né le 2 septembre 1813 à Saint Étienne.
Après le collège communal de Saint-Étienne, il intègre le collège royal de Lyon où il côtoie Victor de Laprade sous l'enseignement de Joseph-Mathias Noirot et en 1833 poursuit des études de droit à Paris jusqu'à la licence. Il exerce alors la profession d'avocat à Paris jusqu'à ce que en 1845 son père malade lui demande de reprendre sa charge d'avoué à Saint Étienne. Il épouse Lise Weinrebe, fille d'un linguiste de Moravie naturalisé français. En 1868, après avoir cédé son étude d'avoué, il est secrétaire du conseil des prud'hommes de Saint Étienne et en 1873, devient bibliothécaire de sa ville. Il meurt le 1er mars 1874.
Pendant son séjour à Paris, il écrit des feuilletons dans des journaux, des romans et traduit des auteurs britanniques notamment Walter Scott dont il subira l'influence et Thomas Chattertton. La passion littéraire l'emporte sur le droit et avec son ami Auguste Callet, ils écrivent ensemble deux romans dans le style de Walter Scott en prétendant que ce dernier en est l'auteur, Allan Cameron (Paris, 1844) et Aymé Verd (Paris, 1845). Quant à sa traduction des poésies de Chattertton (Paris, 1839), la encore préfacé par Auguste Callet qui raconte la vie de cet auteur, elle attire l'attention d'Alfred de Vigny, l'auteur de la pièce de théâtre Drame de Chattertton, qui le félicite de cette traduction.

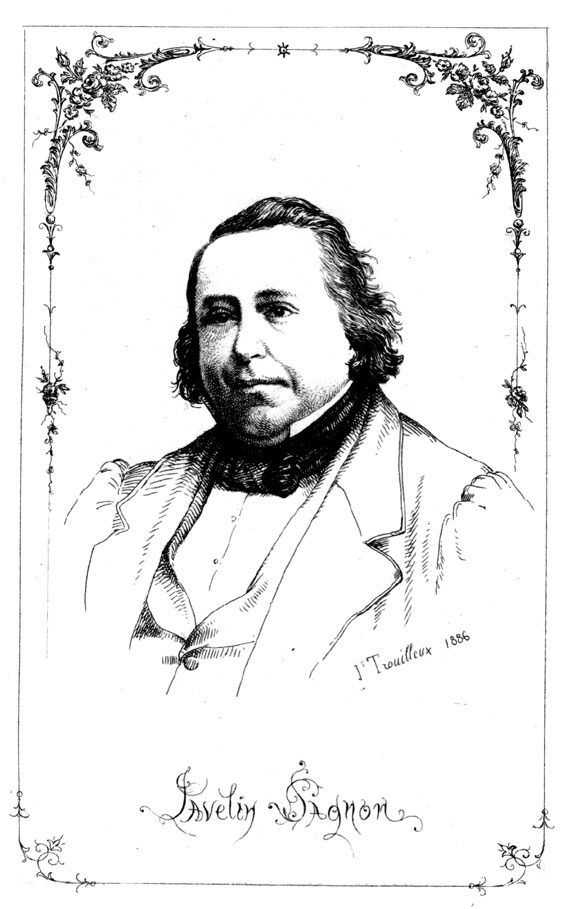
Javelin Pagnon par Joseph Trouilleux, illustrateur, 1886

Ses talents d'écrivain se trouvent également dans les poésies et les chants dont plusieurs paraissent dans la Revue du Lyonnais. On peut citer Le Forez (Revue du Lyonnais, 1867), L'eau de Saint Galmier (Revue du Lyonnais, 1867), Le chant du garde-barrière (Revue du Lyonnais, 1869).